# Troglodyte de Clarion
Troglodytes tanneri
Espèce
Statut de conservation UICN

 VU  : Vulnérable
Le Troglodyte de Clarion (Troglodytes tanneri) est une espèce d'oiseau de la famille des Troglodytidae.
Cet oiseau est endémique de l'île Clarion.